# Yōko Kamio
Yōko Kamio (神尾 葉子, Kamio Yōko), nacida el 29 de junio de 1966, es una popular escritora y artista de manga japonés. Se le conoce gracias a su más famoso trabajo titulado: "Chicos mejor que flores" (花より男子, Hana yori dango), gracias al cual recibió el premio Shōgakukan en 1996. Su trabajo ha sido traducido y distribuido en Asia, Europa, y América del Norte.
- Datos: Q292772